# Jugement de l'âme (Égypte antique)
Pour les articles homonymes, voir Jugement de l'âme.
En Égypte antique, le jugement de l'âme est un procès où le défunt doit comparaître pour faire reconnaître ses droits à la vie éternelle. On distingue cependant trois conceptions différentes de cet affrontement judiciaire. La première conception est un modèle mythique où Horus, le successeur d'Osiris, se confronte à Seth pour obtenir la succession au trône d'Égypte. La deuxième conception est plus générale : le défunt est confronté à ses ennemis, morts ou vivants, qui l'ont dépouillé de sa vie terrestre. La troisième conception est celle que le Livre des Morts a popularisée à travers la scène de la pesée du cœur (formules 30B et 125). Dans ce dernier modèle, le défunt est confronté à un accusateur divin. Jugé à la plume de Maât, la déesse de la vérité et de la justice, le mort doit rendre compte à Osiris (ou à Rê) de ses actions et de sa manière de vivre sur Terre.

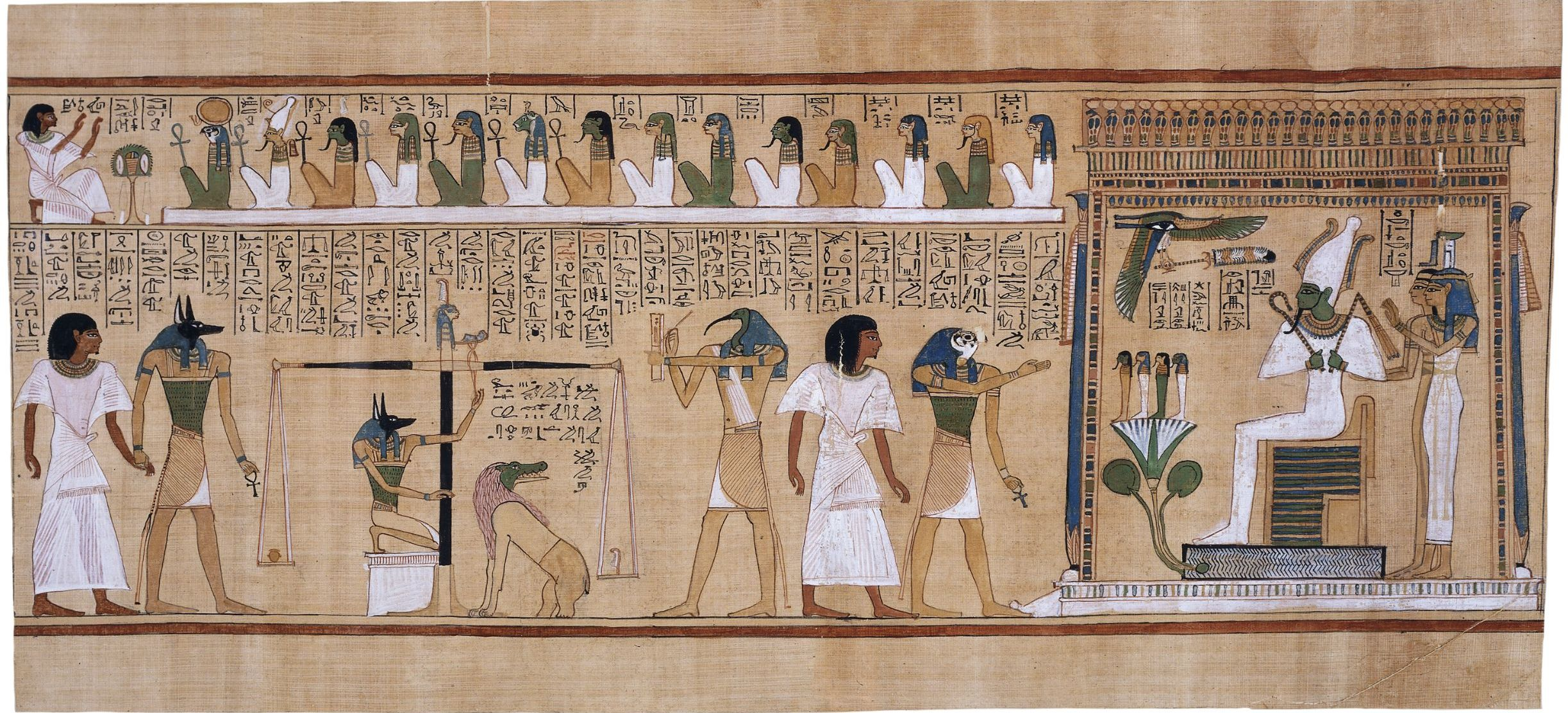
Scène issue du papyrus d'Hounefer montrant la pesée du cœur lors du jugement de l'âme.

## Le procès mythique

### Seth, personnification de la mort

Seth, personnification de la mort

Les Textes des pyramides sont une compilation de liturgies d'époques et de provenances diverses. Cette documentation religieuse apparaît durant l'Ancien Empire gravée sur les parois intérieures des chambres souterraines d'une dizaine de pyramides.
Bien que cette compilation soit bien antérieure à la Ve dynastie et au règne du roi Ounas, il est le premier souverain à la faire figurer dans sa tombe. Ces textes ne font pas apparaître un récit mythologique structuré. Cependant les allusions à la lutte entre les dieux Horus et Seth sont nombreuses. Lorsque les dieux accusent Seth d'avoir assassiné Osiris, il doit comparaître devant un tribunal divin. Cet épisode judiciaire figure sur le mur ouest de l'antichambre de la pyramide de Pépi Ier:

« Souviens-toi, Seth, place en ton esprit cette parole qu'a dite Geb, cette menace qu'ont brandie les dieux contre toi dans le Château du Prince à Héliopolis parce que tu avais jeté Osiris à terre quand tu as dit, Seth : « Je ne peux avoir fait cela en vérité contre lui ! » alors que tu avais disposé de lui t'étant sauvé, que tu avais disposé d'Horus ; quand tu as dit, Seth : « Il m'a en vérité attaqué ! » (...) ; quand tu as dit, Seth : « Il m'a en vérité assailli ! » (...) Redresse-toi Osiris, puisque Seth s'est déjà redressé, car il a entendu la menace des dieux parlant du père du dieux ! « Si ton bras est pour Isis, Osiris, et ta main pour Nephtys, tu pourras partir entre elles car t'es donné le ciel, te sont donnés la terre, le Champ des Roseaux, les Buttes horiennes et les Buttes séthiennes, te sont données les villes et sont réunis pour toi les nomes ! » a dit Atoum parlant de l'affaire à Geb. »

— Extraits du chapitre 477, § 957a - 959c. Traduction de Claude Carrier.
Le texte se poursuit par une évocation de Thot qui est encouragé à trancher les têtes de ceux qui s'opposent au voyage du défunt Pépi Ier vers Osiris et à la mise en place d'un culte sacerdotal durable au profit de cette dernière divinité.
Dans cet épisode du mythe osirien, la mort n'est pas vue comme la fin de la vie d'Osiris mais comme une personne hostile qu'il faut combattre. Seth est la personnification de la mort. Il est un meurtrier que l'on doit affronter et traîner devant un tribunal. La mort du roi Osiris est plus vue comme une maladie. La guérison est assurée par la magie d'Isis, de Nephtys et d'Anubis lors de la momification. Osiris, le roi mort, ne peut se défendre seul contre Seth. Pour lui conserver son statut social, Horus son fils et héritier doit lui assurer sa défense. Tout défunt égyptien dispose ainsi d'un cadre mythologique où la mort peut être appréhendée rituellement. Le défunt assimilé à Osiris peut combattre sa mort personnifiée en Seth. Pour tout défunt, la mort est un chamboulement de l'ordre et de la justice personnifiée par Maât. Par le procès, le mal est combattu et la justice rétablie.

### Exécution de la mort (bœuf sacrificiel)
Au Moyen Empire, le procès de Seth évoqué dans le chapitre 477 des Textes des pyramides apparaît inscrit sur quelques sarcophages de grands notables de la Moyenne-Égypte (chapitre 837 des Textes des sarcophages). Il s'intègre dans un long rituel funéraire qui se termine par l'exécution de Seth représenté par l'abattage d'un bœuf :

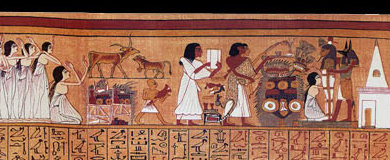
Sacrifice d'un veau lors de funérailles. Papyrus d'Ani

« Je suis ton fils, je suis Horus. Je suis venu pour t'amener ces tiens ennemis que l'Ennéade a soumis à toi. (...). Atoum a abattu Seth pour toi en ce sien nom de bovin. Atoum l'a mis en pièces pour toi en ce sien nom de bœuf à longues cornes (...) Atoum te l'a livré comme une bête mauvaise. Il sera ligoté sous la garde du peuple du ciel en ce sien nom de bœuf de sacrifice. Je te l'ai amené comme un bœuf avec une corde au cou. Mange-le, goûte sa tête. Tous ses morceaux sont à toi. Sa carcasse m'appartient car je suis ton héritier sur ton trône (...) »

— Textes des sarcophages, extraits du chap. 838. Traduction de Jan Assmann

## Le défunt et ses ennemis

### Homme-faucon
Le chapitre 149 des « textes des sarcophages » permet à l'âme-ba du défunt de se transformer en homme-faucon.
Le défunt ne voit pas son trépas comme un phénomène naturel et biologique. Sa mort est causée par l'action malveillante d'un ennemi évoluant parmi les humains. Le défunt est en colère et cherche à se venger. Mais il doit d'abord traduire son ennemi devant le tribunal d'Osiris. Sa juste vengeance ne peut en effet s'exercer qu'après un avis favorable du tribunal :

« Je suis un être humain qui est venu mécontent (du monde des vivants). Que l'on m'ouvre dans le tribunal à cause du tort qui m'a été fait par mes ennemis ! (...) Je suis maintenant un homme-faucon, qui s'en va en homme, (...) pour atteindre mon ennemi parmi les hommes. Ayant comparu contre lui devant le tribunal du Chef des Occidentaux (Osiris), j'avais passé toute une nuit à débattre avec lui en présence de ses habitants de l'empire des morts ; son avocat dans le tribunal s'est alors levé, ses mains devant son visage, quand il a vu que j'étais proclamé juste et qu'on accordait que j'aie pouvoir sur mon vil ennemi et que je le saisisse en présence des hommes qui étaient venus se battre avec moi au moyen de la puissance magique de leurs paroles. »

— Extraits du chap. 149. Traduction de Paul Barguet
La vengeance du mort ne se limite pas à son ennemi. Toute sa famille et ses alliés doivent subir la juste colère de la victime. Cette punition collective est approuvée par Osiris : « Comme il est glorieux ce dieu ! (...) Ils auront à pâtir, ceux présents ou à venir qui viendraient à combattre contre toi et qui tenteraient de (t'enlever ton pouvoir sur ton ennemi) ; te voici un homme-faucon. »

### Liturgie de justification
À partir de la XIIe dynastie, les chapitres 7 à 17 des Textes des sarcophages forment la liturgie du Khebes-to ou « Piochage de la terre ». Une autre version, peut-être plus tardive, intègre les chapitres 1 à 6 et 27. La récitation de cet ensemble de textes par le prêtre-ritualiste a pour but d'aider le défunt à obtenir sa justification devant le tribunal divin et à repousser ses ennemis qui pourraient lui voler sa momie.

#### Accusateurs du mort
Dans cet ensemble liturgique, les trois conceptions égyptiennes du jugement de l'âme sont mentionnées. Le chapitre 3, invite le défunt à aller dans le tribunal pour se défendre contre tous ses ennemis potentiels:

« Prends donc ton bâton, ton pagne et tes sandales et descends au tribunal car ta voix est plus juste que celle de tes adversaires hommes et femmes, de ceux qui ont agi contre toi, de celles qui ont agi contre toi, et qui intenteraient un jugement envers toi en ce beau jour dans le tribunal »

— Textes des sarcophages, chap. 3. Traduction de Claude Carrier.
Cette conception du tribunal est ancienne. Dès l'Ancien Empire, des inscriptions funéraires dans des tombes de notables menacent les pilleurs potentiels d'être trainés devant cette juridiction divine. Cette conception perdure jusqu'à Diodore de Sicile. Cet historien grec du Ier siècle avant notre ère rapporte qu'entre la momification et l'enterrement, la momie (le défunt) peut être confrontée à des accusateurs. Si les quarante-deux juges réunis autour du corps estiment une accusation crédible, la momie n'est pas ensevelie et le défunt est privé de sa vie éternelle. S'il n'y a pas d'accusation, le défunt est enterré avec tous les honneurs.

#### Jurisprudence mythique
Le chapitre 7 qui est le véritable commencement de la liturgie du Khebes-to, mentionne la lutte de Horus contre Seth et le procès où leur querelle s'est réglée judiciairement :

« Que vienne Thot pourvu de sa dignité puisqu'Atoum l'a doté de (son grand pouvoir). Que cesse le combat ! Que finisse le désordre ! Que s'éteigne le feu qui a éclaté ! Que s'apaise la colère devant le tribunal divin quand il siège en présence de Geb ! »

— Textes des sarcophages, chap. 7 (extrait). Traduction de Claude Carrier.
Le prêtre ritualiste évoque ce précédent mythique comme une jurisprudence. Le défunt est assimilé à Horus. Tout comme Horus a obtenu le trône d'Égypte à l'issue de son procès contre Seth, le défunt à l'issue de sa propre procédure doit obtenir la vie éternelle à travers sa justification.

#### Circonstances atténuantes
La suite du rituel Khebes-to tente de faire oublier aux dieux les fautes commises par le défunt ainsi que tous ses manquements à la Maât. Il apparaît que le mort doit se présenter devant un tribunal présidé par Geb où un accusateur divin, probablement Thot, n'ignore rien des péchés du défunt d'autant plus qu'ils peuvent être rapportés par des témoins à charge (morts ou vivants, hommes ou femmes) :

« Salut à vous, tribunal des dieux qui aura à juger (Nom du défunt) que voici sur ce qu'il a dit étant ignorant, étant jeune, étant heureux, n'étant pas encore souffrant. (...) Que l'Osiris (Nom du défunt) soit proclamé juste devant Geb, prince des dieux par ce juge qui le juge conformément à ce qu'il sait, après qu'il a comparu à la barre, sa plume sur sa tête, sa Maât à son front. Ses ennemis sont dans l'affliction car il a repris possession de tous ses biens, étant proclamé juste. »

Pour se défendre le défunt met en avant l'argument de la jeunesse ; l'ignorance de l'enfance étant ses circonstances atténuantes. Toutes les fautes et les péchés de la durée de vie sont rejetés vers le temps de l'enfance, une époque d'ignorance où l'on ne sait pas distinguer le bien du mal.
Le prêtre ritualiste exhorte ensuite Thot et les juges divins de ne retenir que les bonnes paroles et donc les bonnes actions du défunt (Chapitre 9).

#### Verdict
La fin du chapitre 9 évoque l'acquittement du défunt et la punition des accusateurs calomniateurs :

« "Que ne soit opposé aucun empêchement mauvais contre (le défunt) !" a dit Atoum. Quant à toute chose mauvaise qu'ils parlent de faire contre ledit (défunt) en présence de Geb, comme ils ont été contre eux, de même ils seront contre eux. C'est ce qu'ils ont dit, que ledit (défunt) soit justifié contre ses adversaires hommes et ses adversaires femmes qui intenteraient un procès envers lui en ce jour ! »

## Tribunal d'Osiris

### Enseignement pour Mérikarê
Par les chapitres du rituel Khebes-to (ou piochage de la terre) il apparaît qu'au Moyen Empire, le défunt doit se battre juridiquement dans un tribunal présidé par Geb, le père d'Osiris. Le mort s'y présente, en victime bafouée, pour affirmer ses droits et pour se les voir confirmer par les dieux. Au Nouvel Empire, le tribunal est présidé par Osiris. Il y acquiert un caractère moral plus affirmé. Ici ce n'est plus la mort, à travers Seth ou ses acolytes, qui est jugée mais le défunt lui-même. Il doit affirmer et justifier son innocence. Cette dernière conception du tribunal divin apparaît déjà dans l'« Enseignement pour Mérikarê ». Cette œuvre littéraire est une sagesse (un recueil de conseils) enseignée par le roi Khéty Ier à son fils, le futur souverain Mérikarê. Ces deux rois de la IXe dynastie d'Hérakléopolis ont vécu lors de la Première Période intermédiaire. Les plus anciens exemplaires de cet enseignement ne sont cependant datés que de la XVIIIe dynastie.

« Le tribunal qui juge l'oppresseur sache qu'il ne fléchit pas, ce jour-là où on juge le misérable, à l'heure d'accomplir ce qui est de règle. Un accusateur qui se trouve être une personne avisée est quelqu'un d'incommode. Ne compte pas sur la longueur des années, une existence n'est qu'une heure aux yeux des juges. (Après la mort de l'homme), ses actions ont été mises en tas à côté de lui. Au demeurant être là-bas relève de l'éternité. Celui qui fait ce qu'ils réprouvent est un insensé. Quant à celui qui les rejoint sans avoir fait de mal, c'est comme un dieu qu'il sera là-bas, allant à son gré comme les maîtres de l'éternité. »

— Enseignement pour Mérikarê (extrait). Traduction de Pascal Vernus.

### Livre des morts
Les égyptologues désignent par recension thébaine, les exemplaires du Livre des Morts rédigés au Nouvel Empire ; de la XVIIIe à la XXVe dynastie. Une des plus belles réalisations de cette époque est le Papyrus d'Ani daté de la XVIIIe ou de la XIXe dynastie. Dans cet exemplaire, le jugement de l'âme est évoqué deux fois, vers le début et vers la fin.

#### La pesée du cœur

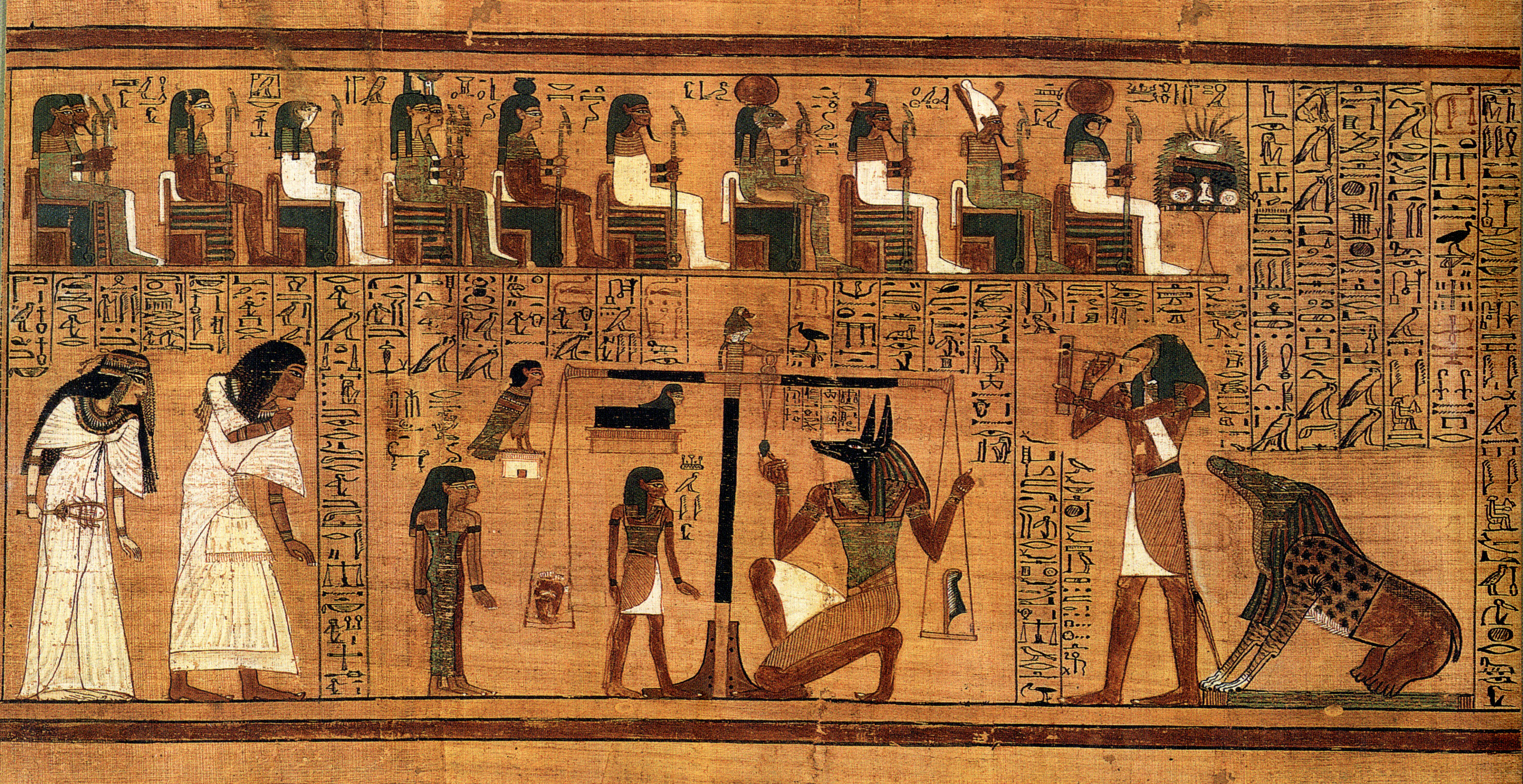
La pesée du cœur. Chap. 30B du Papyrus d'Ani

L'illustration de la première évocation du jugement de l'âme montre Ani et son épouse respectueusement courbés devant une balance à un fléau où sont suspendus deux plateaux. Le cœur d'Ani est posé sur le plateau de gauche en équilibre parfait avec le plateau de droite qui contient une plume d'autruche symbole de la rectitude (Maât). Le bon déroulement de la pesée est assuré par Anubis et Thot enregistre le résultat. Derrière lui se tient le monstre Ammout, la dévoreuse des âmes impures. Douze dieux constituent le tribunal divin : Harmakhis, Atoum, Shou, Tefnout, Geb, Nout, Isis, Nephtys, Horus, Hathor, Hou et Sia. Le texte de cette scène est celui du chapitre 30B du « Livre des morts ». Ani demande à son cœur de ne pas le trahir. Comme Thot ne constate aucun péché, les juges déclarent le défunt juste de voix. Le chapitre 30B se poursuit dans la scène suivante. Ani est présenté par Horus à Osiris assis sur son trône et protégé par Isis et Nephtys. Assis devant Osiris, Ani lui demande de lui accorder le statut de bienheureux (Akh).

#### Confession négative

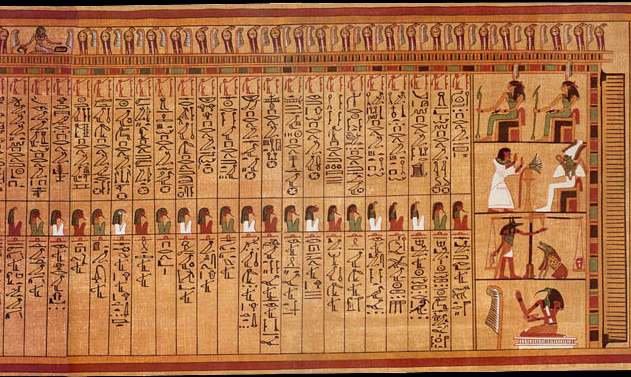
Confession négative (chapitre 125) du Livre des morts d'Ani

L'illustration de la deuxième évocation du jugement divin représente le tribunal de la salle des deux Maât. À l'intérieur siègent quarante-deux juges. À chacun de ces juges, Ani déclare ne pas avoir commis tel ou tel péché. À droite, sont figurés quatre niveaux superposés. Au niveau supérieur sont assises, chacune sur un trône, deux Maât coiffées d'une plume d'autruche. En dessous, Ani est en adoration devant Osiris qui siège sur son trône. Entre les deux personnages est placée une fleur de lotus, symbole du renouveau. Plus bas, Anubis contrôle le bon fonctionnement d'une balance, sous laquelle apparaît le monstre Ammout, que l'on nomme aussi « La grande dévoreuse ». Le cœur du défunt est au même niveau que la plume de Maât. Tout en bas, Thot à tête d'ibis est assis dans la position du scribe devant une autre figuration de la plume de Maât.
Les versions tardives du Livre des Morts (recension saïte) ont considérablement étoffé la confession négative ; cette déclaration étant doublée. En arrivant devant la salle des deux Maât (nom du tribunal d'Osiris), le défunt est accueilli par Anubis, le dieu de la momification. Après avoir été flairé et reconnu par ce dieu, le défunt lui affirme qu'avant de venir ici il a visité tous les lieux saints d'Égypte. Sur ce, Anubis teste les connaissances du défunt en lui demandant le nom de la porte, de son linteau et du seuil. Ayant bien répondu, le défunt est autorisé à entrer. Arrivé devant Osiris, le défunt salue le dieu. Le mort énumère ensuite une quarantaine de péchés qu'il n'a pas commis de son vivant. Ceci fait, il réaffirme devant quarante-deux juges, dont il connaît les noms, qu'il n'a pas commis quarante-deux fautes et qu'il est pur et innocent.

#### Liste des quarante-deux juges du Tribunal d'Osiris
| n° | Nom du juge                             | Lieu d'origine du juge | Déclaration d'innocence                                                      |
| -- | --------------------------------------- | ---------------------- | ---------------------------------------------------------------------------- |
| 1  | Celui qui marche à grande enjambées     | Héliopolis             | je n'ai pas commis l'iniquité                                                |
| 2  | Celui qui étreint la flamme             | Kher-âha               | je n'ai pas brigandé                                                         |
| 3  | Celui qui est muni d'un long nez        | Hermopolis             | je n'ai pas été cupide                                                       |
| 4  | Avaleur d'ombre                         | Caverne                | je n'ai pas dérobé                                                           |
| 5  | Terrible de visage                      | Ro-setaou              | je n'ai tué personne                                                         |
| 6  | Routy                                   | ciel                   | je n'ai pas diminué le boisseau                                              |
| 7  | Celui dont les deux yeux sont de flamme | Létopolis              | je n'ai pas commis de forfaiture                                             |
| 8  | l'Incandescent                          | Khetkhet               | je n'ai pas volé les biens d'un dieu                                         |
| 9  | Briseur d'os                            | Héracléopolis          | je n'ai pas dit de mensonge                                                  |
| 10 | Celui qui active la flamme              | Memphis                | je n'ai pas dérobé de nourriture                                             |
| 11 | Troglodyte                              | Occident               | je n'ai pas été de mauvaise humeur                                           |
| 12 | Celui aux dents blanche                 | Fayoum                 | je n'ai rien transgressé                                                     |
| 13 | Celui qui se nourrit de sang            | Place d'abattage       | je n'ai pas tué d'animal sacré                                               |
| 14 | Avaleur d'entrailles                    | Place des Trente       | je n'ai pas fait d'accaparement de grains                                    |
| 15 | Maître d'équité                         | Maâty                  | je n'ai pas volé de ration de pain                                           |
| 16 | l'Errant                                | Bubastis               | je n'ai pas espionné                                                         |
| 17 | le Pâle                                 | Héliopolis             | je n'ai pas été bavard                                                       |
| 18 | le Vilain                               | Andjty                 | je ne me suis disputé que pour mes propres affaires                          |
| 19 | Ouamemty                                | Place de jugement      | je n'ai pas eu commerce avec une femme mariée                                |
| 20 | Celui qui regarde ce qu'il apporte      | temple de Min          | je n'ai pas forniqué                                                         |
| 21 | Chef des Grands                         | Imou                   | je n'ai pas inspiré de crainte                                               |
| 22 | le Renverseur                           | Houy                   | je n'ai rien transgressé                                                     |
| 23 | Le Causeur de troubles                  | Lieu saint             | je ne me suis pas emporté en paroles                                         |
| 24 | L'Enfant                                | Héqa-âdj               | je n'ai pas été sourd aux paroles de vérité                                  |
| 25 | Celui qui annonce la décision           | Ounsy                  | je n'ai pas été insolent                                                     |
| 26 | Basty                                   | La Châsse              | je n'ai pas cligné de l'œil                                                  |
| 27 | Celui dont le visage est derrière lui   | La Tombe               | je n'ai été ni dépravé, ni pédéraste                                         |
| 28 | Le Brûlant de jambe                     | Régions crépusculaires | je n'ai pas été faux                                                         |
| 29 | Le Ténébreux                            | Ténèbres               | je n'ai pas insulté                                                          |
| 30 | Celui qui apporte son offrande          | Saïs                   | je n'ai pas été brutal                                                       |
| 31 | Le Possesseur de plusieurs visages      | Nedjefet               | je n'ai pas été étourdi                                                      |
| 32 | L'Accusateur                            | Outjenet               | je n'ai pas transgressé ma condition au point de m'emporter contre les dieux |
| 33 | L'Encorné                               | Assiout                | je n'ai pas été bavard                                                       |
| 34 | Nefertoum                               | Memphis                | je suis sans péchés, je n'ai pas fait le mal                                 |
| 35 | Tem-sep                                 | Busiris                | je n'ai pas insulté le roi                                                   |
| 36 | Celui qui agit selon son cœur           | Tjebou                 | je ne suis pas allé sur l'eau de quelqu'un                                   |
| 37 | Le Fluide                               | Noun                   | je n'ai pas été bruyant                                                      |
| 38 | Le Commandeur des hommes                | Saïs                   | je n'ai pas blasphémé les dieux                                              |
| 39 | Celui qui procure le bien               | Houy                   | je ne me suis pas donné de l'importance                                      |
| 40 | Neheb-kaou                              | La Ville               | je n'ai pas fait d'exceptions en ma faveur                                   |
| 41 | Celui à la tête prestigieuse            | la Tombe               | je n'ai été riche que de mes biens                                           |
| 42 | In-dief                                 | la Nécropole           | je n'ai pas calomnié de dieux dans ma ville                                  |